# Хам Лини
Хам Лини Ванураороа (рођен 1951) је политичар из Вануатуа, који од 11. децембра 2004. до 22. септембра 2008. обављао функцију премијера те државе. Он је брат Волтер Линија који је један од оснивача те државе. Хам Лини је вођа Националне партије јединства, која је на изборима одржаним у јулу 2004. постала најјача парламентарна странка. У августу 2004. је формирана влада националног јединства у којој је за премијера изабран Едвард Натапеј. У децембру 2004. је Натапеју изгласано неповерење због успостављања односа са Тајваном, а Лини је одлуком парламента постао премијер.